# Dievs, svētī Latviju
Dievs, svētī Latviju! (Bože, blagoslovi Latviju!) je nacionalna himna Latvije. Postaje latvijskom službenom himnom 1920. godine. 1940. godine zamjenjuje se s himnom Latvijske SSR, da bi ponovno postala latvijskom himnom povratkom latvijskog ustava iz 1922. godine na snagu.
Tekst i glazbu je napisao Kārlis Baumaņu (1834. – 1904.)

## Vanjske poveznice
- MIDI File  Arhivirana inačica izvorne stranice od 20. veljače 2006. (Wayback Machine)
- Par Latvijas valsts himnu
- Kārļa Baumaņa komponēto mūziku (Službeni MP3 zapis)
- Note latvijske himne